# Literatura Mondo
 (janvier 2021).
Si vous disposez d'ouvrages ou d'articles de référence ou si vous connaissez des sites web de qualité traitant du thème abordé ici, merci de compléter l'article en donnant les références utiles à sa vérifiabilité et en les liant à la section « Notes et références ».
Literatura Mondo, soit en français Un monde de littérature, fut entre les deux guerres mondiales la plus importante revue littéraire en espéranto.
Publiée en Hongrie, elle parut par intermittence entre 1922 et 1949.

## Histoire
La revue apparaît pour la première fois à Budapest en 1922 sous la direction de Teodoro Schwartz (octobre 1922 - septembre 1924), en faisant appel aux plumes de Kálmán Kalocsay et Julio Baghy.
L'Institut hongrois pour l'espéranto prend ensuite le relais de la publication, en particulier le docteur V. Toth, jusqu'en avril 1926.
La revue est relancée en janvier 1931 par Vilmos Bleier qui en assume la publication et l'administration. 
Les responsables de la rédaction sont de nouveau Kalocsay et Baghy, auxquels se joignent K. Bodó comme responsable de la rédaction, Ferenc Szilagyi et L. Totsche.
Baghy quittera la revue en janvier 1933 pour des raisons personnelles et de principe.
Literatura Mondo était loué pour son caractère très international avec des collaborateurs même en Asie de l'Est. Ses observations précises, ses critiques objectives et détaillées et ses traductions en langues nationales (estonien, polonais, tchèque, yougoslave, suédois) étaient très appréciées. 
Literatura Mondo fit naître une nouvelle génération de poètes en espéranto. Pendant la première période de son existence, 838 pages furent ainsi publiées, 830 dans la deuxième, au format 30 × 23 cm et abondamment illustrées. Le bilan linguistique de ces quatorze années d'emploi littéraire de l'espéranto fut soldé en 1933 et 1934 dans deux livres, Bibliografia Gazeto et Lingvo Libro. Au total, la revue eut une importance inestimable dans l'histoire de la littérature en espéranto.

### Activité de publication
Literatura Mondo fut pendant sa deuxième période la plus active maison de publication d'œuvres en espéranto. Elle se fixait comme but de favoriser la publication des premières œuvres de nouveaux auteurs, afin de développer la création originale en espéranto, tout en conservant en même temps une part significative de traductions littéraires.
Pendant les quatre années de son existence, elle mit sur le marché 43 œuvres de tailles différentes pour un total de 7 600 pages. En 1933, elle fonde l’Association d'espérantistes amis des livres. Parmi les œuvres publiées par Literatura Mondo figurent toutes les œuvres de Kalocsay, les œuvres originales d'Engholm, les premiers livres originaux de Totsche, Weinhengst, Aisberg, Hendrik Adamson, le premier livre en espéranto sur l'histoire de l'art et de l'Enciklopedio de Esperanto.
Le programme pour l'année 1935 prévoyait 15 œuvres cumulant à 5 000 pages.
Les œuvres publiées par Literaturo Mondo se distinguaient par leur aspect extérieur impeccable, leur contenu de haute qualité et un style irréprochable.
Quelques critiques leur reprochèrent cependant un goût prononcé pour les néologismes.
Les rédacteurs de l’Enciklopedio de Esperanto rétorquent que, excepté dans les œuvres de Baghy, Kalocsay et Totsche, on peine à trouver quelque auteur qui use de néologismes.